# Pseudachorutes poahi
Pseudachorutes poahi är en urinsektsart som beskrevs av Christiansen och Bellinger 1992. Pseudachorutes poahi ingår i släktet Pseudachorutes och familjen Neanuridae. Inga underarter finns listade i Catalogue of Life.